# Groene ijsvogel
De groene ijsvogel (Chloroceryle americana) is een vogel uit de familie Alcedinidae (ijsvogels).

## Verspreiding en leefgebied
Deze soort komt voor van de zuidwestelijke Verenigde Staten tot noordelijk Argentinië en telt vijf ondersoorten:
- C. a. hachisukai: zuidelijk-centrale Verenigde Staten en noordwestelijk Mexico.
- C. a. septentrionalis: van het zuidelijke deel van Centraal-Texas en oostelijk Mexico zuidelijk tot noordelijk Colombia en westelijk Venezuela.
- C. a. americana: van noordelijk Zuid-Amerika oostelijk van de Andes en Trinidad en Tobago.
- C. a. mathewsii: zuidelijk Brazilië, Bolivia en noordelijk Argentinië.
- C. a. cabanisii: van Colombia tot Chili westelijk van de Andes.

## Status
De grootte van de populatie is in 2019 geschat op 20 miljoen volwassen vogels. Op de Rode lijst van de IUCN heeft deze soort de status niet bedreigd.